# 4333 Sinton
4333 Sinton (1983 RO2) là một tiểu hành tinh vành đai chính được phát hiện ngày 4 tháng 9 năm 1983 bởi Ted Bowell ở Flagstaff.